# Кванмйон (мережа)

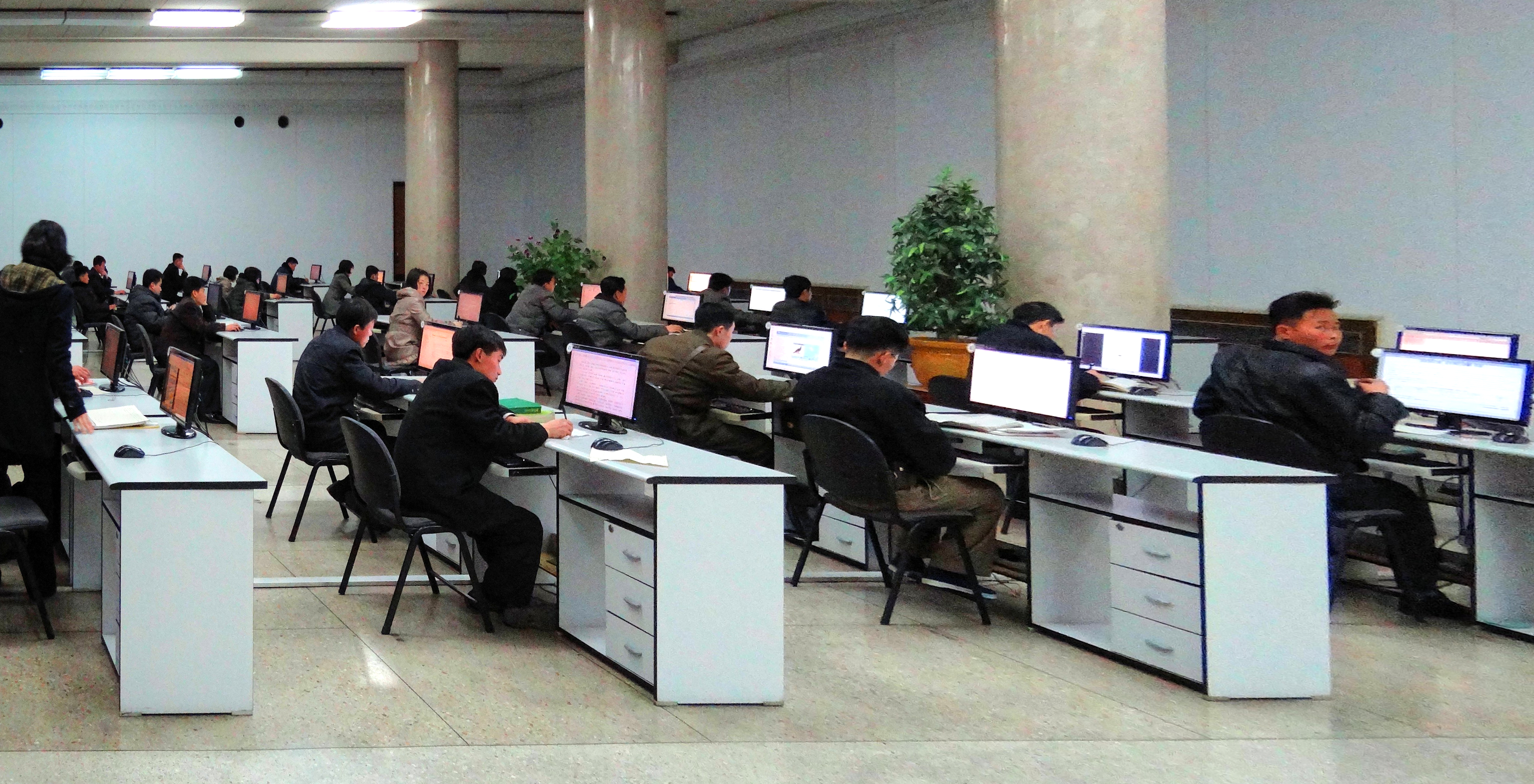
Зал доступу в мережу Кванмйон в Народному палаці навчання в Пхеньяні

Кванмйон (кор. 광명, 光明, також Кванмьон) — національна комп'ютерна мережа на території Північної Кореї. Створена за ініціативою уряду як місцевий сурогат мережі Інтернет (див. Інтранет).
Містить, окрім матеріалів комуністично-пропагандистського змісту, також нейтральні в ідеологічному відношенні матеріали (технічні, природничо-наукові тексти, сайти спілкування, вищих навчальних закладів тощо). Діє електронна кореспонденція, дозволені сайти приватних користувачів. На 2009 рік налічує 80-90 тисяч користувачів. З них половина — навчальні заклади та інші організації. Має тенденцію до розвитку.
На 2014 рік нараховує, за різними оцінками, від 1 до 5,5 тисяч сайтів. Із них половина — навчальні заклади та інші організації.
За замовленнями установ Центр комп'ютерної інформації вивантажує з інтернету сайти, в основному науково-технічного змісту, проводить цензурну ревізію змісту сайту, після чого він завантажується в Кванмйон і стає доступний користувачам.
Основна інтерфейсна мова мережі — корейська. Є однак матеріали англійською, російською, японською та іншими мовами, для користування якими створена онлайнова служба перекладу, в якій цілодобово працюють 2000 перекладачів, з базою даних на 2 мільйони слів.
Необмежений безкоштовний цілодобовий доступ в мережу здійснюється телефонними лініями через Dial-Up.